# Léon Charles Thévenin
Pour les articles homonymes, voir Thévenin.
Léon Charles Thévenin (30 mars 1857 à Meaux - 21 septembre 1926 à Paris) est un ingénieur en télégraphie français. Il est l'auteur du théorème de Thévenin.

## Biographie
Diplômé de l'École polytechnique (promotion X1876) et de l'École supérieure de télégraphie (EST) en 1879, il entre en 1890 dans la jeune Administration des postes et télégraphes. Dans le même temps, il s'occupe de cours de mathématiques, et mène ses propres recherches en électricité.
Il publie en 1883 une formule de simplification des schémas électriques qui est devenue célèbre sous le nom de théorème de Thévenin, en étudiant les lois de Kirchhoff dérivées de la loi d'Ohm.
Il est à l'origine du décret de 1895 qui confie aux ingénieurs des télégraphes le contrôle des installations électriques industrielles.
Dès la création de l'École professionnelle supérieure des postes et télégraphes (EPSPT), en 1888, qui remplace l'EST, il est chargé d'y enseigner les mathématiques et l'électricité puis, en 1896, il est nommé directeur de l'école à la suite de Jacomet,. À ce poste, il conduit des études qui influenceront la manière de construire les réseaux électriques. Il demande que soit renforcé le laboratoire de l'École pour y mener des recherches plus ambitieuses, mais cette requête ne sera satisfaite qu'en 1916, deux ans après son départ à la retraite. En 1901, il est remplacé à la tête de l'EPSPT par Édouard Estaunié mais continue de dispenser des cours de mécanique à l'Institut national agronomique.
Il est promu officier de la Légion d'honneur en 1907.
Jusqu'à sa retraite, il devient alors directeur des Ateliers du boulevard Brune, où il s'occupe des machines fabriquant les timbres-poste. 
Quelque peu isolé à la fin de sa vie au sein de l'Administration à cause de son attrait avancé pour la recherche, il est de nos jours bien mieux reconnu. Il meurt le 21 septembre 1926 dans le 13e arrondissement de Paris.
Son nom est donné à un navire câblier à propulsion électrique de la compagnie France Télécom Marine.
Un amphithéâtre porte son nom à Télécom Paris.